# Государственный совет (Франция)

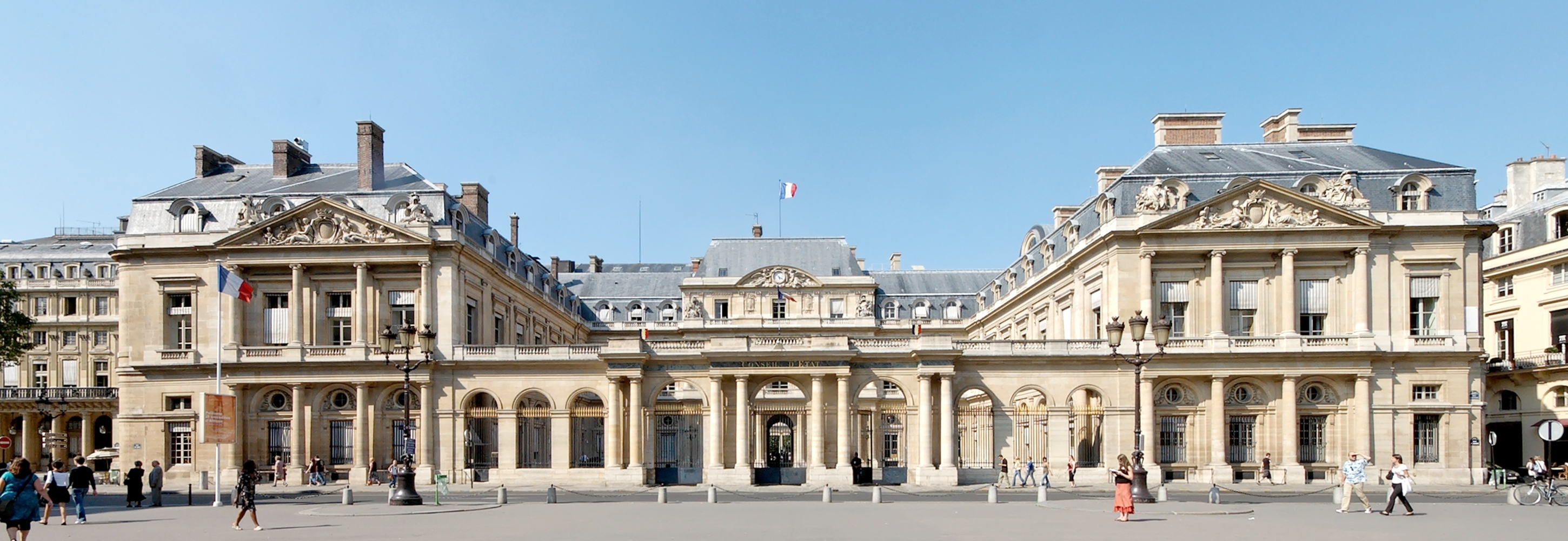
Государственный совет Франции расположился во дворце Пале-Рояль (Париж)

Государственный совет Франции (фр. Conseil d'État) — орган французского правительства, призванный подавать свои мнения по вопросам, подлежащим непосредственному разрешению верховной власти. Высшая судебная инстанция по административным делам.

## История
Во Франции Государственный совет окончательно оформился при Людовике XIV в 1673 году. Он был одновременно и высшим судебным учреждением, и верховным административным судом, и советом правительства.
Во время революции в 1791 году Государственный совет был уничтожен, но скоро восстановлен по замыслу Сийеса, после чего явился одним из важнейших установлений консульской (потом императорской) конституции VIII-го (1799) г. Совет составлял законопроекты, которые затем предлагались трибунату и законодательному корпусу.
Будучи консулом, Наполеон любил вызывать споры в Государственном совете; сделавшись императором, он постоянно оказывал ему большое доверие, подчинял его контролю действия своих министров, поручал ему самые трудные и щекотливые дела. При деятельном участии совета был организован университет, изданы кодексы: гражданский, процессуальный, коммерческий, уголовный.
Во время Реставрации и Июльской монархии Государственный совет не имел политического значения. Во время Второй империи он играл приблизительно такую же роль, как и при Наполеоне I. Члены Совета, особенно до 1860 г., являлись защитниками законопроектов, внесённых правительством.
По закону 24 мая 1872 г. и конституции 25 февраля 1875 г. участие Государственного совета в законодательстве стало факультативно: мнение совета по законодательным вопросам могло быть испрошено Национальным собранием или правительством. На Государственный совет возлагалась подготовка проектов общих административных правил и разрешение в видах единства управления затруднений, возникающих на практике. Для разрешения пререканий между судебным и административным ведомствами образован в 1872 г. особый трибунал, состоящий под председательством министра юстиции из членов, избираемых Государственный советом и кассационным судом из своей среды.
Государственный совет состоял из президента (министр юстиции), 32 штатных советников (conseiller d'état en service ordinaire), из числа которых назначались вице-президент совета и председатели отделений, 18 сверхштатных советников (с. d'état en service extraordinaire) и министров, заседавших в совете ex officio. Делопроизводство было вверено рекетмейстерам (maîtres de requêtes) и аудиторам. Назначение членов Государственного совета предоставлялось президенту республики. Сверхштатные советники — лица, занимавшие иные должности по администрации и не принадлежавшие к составу отделений. Государственный совет разделялся на отделения (sections); дела рассматривались в отделениях (некоторые — окончательно), в соединённых присутствиях нескольких отделений и в общем собрании. Особое отделение было образовано для дел административной юстиции, по которым Совет являлся высшей инстанцией. Жалобы на распоряжения министров Государственный совет разрешал окончательно, — под председательством вице-президента. Производство в Государственном совете было письменное, но становилось гласным и устным, если жалобщик имел адвоката или этого требовал член отделения Государственного совета или представитель министерства.